# گروه بانوان شیدا
گروه بانوان شیدا نام یک گروه موسیقی می‌باشد که توسط محمدرضا لطفی پایه‌گذاری شد.
محمدرضا لطفی پس از بازگشت به ایران گروه بانوان شیدا را راه‌اندازی کرد و کنسرت‌هایی را با این گروه اجرا نمود.

## آثار
- کنسرت‌های متعدد همراه با محمدرضا لطفی
- کنسرت محمدرضا لطفی و گروه بانوان شیدا در بلژیک - (مهر ماه ۱۳۹۱)[۲]
- کنسرت گروه بانوان شیدا - ۲۵ آذر ۱۳۸۷ تالار بزرگ کشور
- آلبوم ردیف میرزاعبدالله ۱۳۸۷
- آلبوم ای عاشقان ۱۳۸۸
- آلبوم زخمه ساز ساز ۱۳۹۲